# Francisco Lagos Cházaro
Francisco Lagos Cházaro Mortero, född 20 september 1878 i Tlacotalpan, Veracruz, död 13 november 1932 i Mexico City, var en mexikansk politiker och revolutionär president 1915.